# Callianthemum angustifolium
Callianthemum angustifolium är en ranunkelväxtart som beskrevs av Witas.. Callianthemum angustifolium ingår i släktet Callianthemum och familjen ranunkelväxter. Inga underarter finns listade i Catalogue of Life.